# Эликон-4
Элико́н-4 — советский малоформатный шкальный фотоаппарат с ручной установкой экспозиции из семейства унифицированных фотоаппаратов со встроенными фотовспышками (БелОМО).
К этому семейству относятся фотоаппараты «Эликон-3», «Эликон-35С», имеющие некоторые конструктивные отличия (тип объектива, способ установки экспозиции).
На камерах «Эликон» впервые в СССР применена встроенная фотовспышка.

## Технические характеристики
- Применяемый фотоматериал — 35-мм перфорированная фотоплёнка типа 135 в стандартных кассетах.
- Размер кадра — 24×36 мм.
- Объектив «МС Индустар-95-02» 4/38, несменный, резьба под светофильтр М46×0,75. Фокусировка по шкале расстояний (символов). Пределы фокусировки от 1,7 м до бесконечности.
  - «Индустар-95-02» 4/38 отличается от объектива «Индустар-95» 2,8/38 фотоаппарата «Эликон-35С» дополнительно установленной полевой (залинзовой) диафрагмой, занижающей светосилу.
  - Часть выпущенных фотоаппаратов оснащалась объективами «Минар» 4/35 (от фотоаппарата «Эликон-3»).
- Курковый взвод затвора и перемотки плёнки. Курок имеет два положения — транспортное и рабочее.
- Имеется блокировка спусковой кнопки при хранении и переноске.
- Видоискатель оптический, со подсвеченными рамками для указания границ кадра и компенсации параллакса.
- Механический затвор отрабатывает единственную выдержку 1/125 сек. Диафрагма устанавливается вручную по символам погоды с учётом светочувствительности фотоплёнки. Выдержка «В» отсутствует.
- Встроенная фотовспышка, включение фотовспышки производится переключателем, расположенным под ней. Крепление для внешней фотовспышки и синхроконтакт отсутствует. Рядом с окуляром видоискателя расположена неоновая лампа готовности фотовспышки.
  - Установка диафрагмы при работе с фотовспышкой — по таблице.
- Источник питания фотовспышки — два элемента АА (элемент 316).
- Корпус пластмассовый с откидной задней крышкой. Счётчик кадров самосбрасывающийся.
- Обратная перемотка плёнки типа рулетка.